# Напівпровідник p-типу

Р-допування кристалічної ґратки кремнію атомами алюмінію

Напівпровідни́к p-ти́пу — напівпровідник, в якому основними носіями заряду є дірки.
Напівпровідники p-типу отримують методом легування власних напівпровідників акцепторами. Для напівпровідників четвертої групи періодичної таблиці, таких як кремній та германій, акцепторами можуть бути домішки хімічних елементів третьої групи — бор, алюміній.
Наприклад, якщо кремній легувати 3-валентним індієм, то для утворення зв'язків з кремнієм у індію не вистачає одного електрона, тобто утворюється дірка. Змінюючи концентрацію індію, можна в широких межах змінювати провідність кремнію, створюючи напівпровідник із заданими електричними властивостями. Такий напівпровідник називається напівпровідником p-типу, основними носіями заряду є дірки, а домішка індію, що утворює дірку, називається акцепторною.
Концентрація дірок у валентній зоні визначається температурою, концентрацією акцепторів, положенням акцепторного рівня над верхом валентної зони, ефективною густиною рівнів у валентній зоні.